# Menhir de Aspradantes
Le menhir de Aspradantes (en portugais : menir de Aspradantes), connu également sous les noms de Menir do Padrão ou Padrão I, est un mégalithe datant du Chalcolithique situé près de la municipalité de Vila do Bispo, dans le district de Faro, en Algarve.

## Situation
Le menhir se dresse dans la freguesia de Raposeira (en), dans le sud-ouest de l'Algarve, au bord de la route M1257 et à environ 2 km de la côte atlantique.

## Description
Le mégalithe, sculpté dans le calcaire blanc de la région, est de forme subcylindrique et mesure environ 2 m de haut ; il pourrait symboliser un phallus.

## Historique
Il est déclaré Immeuble d'intérêt public en 1992.